# کتابخانه هنرهای زیبای فیشر

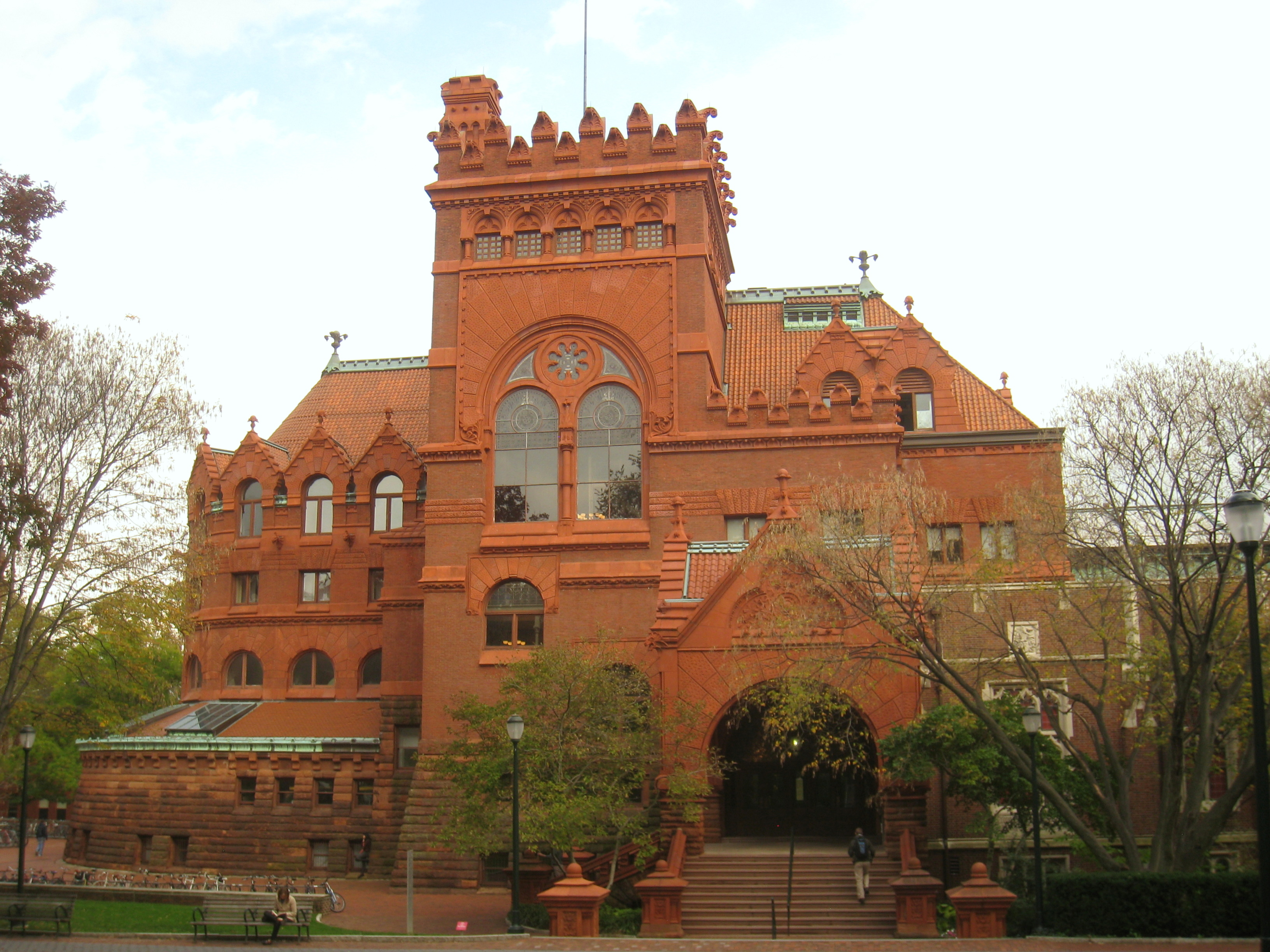

کتابخانه هنرهای زیبای فیشر (Fisher Fine Arts Library) تأسیس ۱۸۸۸ میلادی نام یک کتابخانه آکادمیک در فیلادلفیا است.
معمار این بنای تاریخی فرانک فورنس است.
این مؤسسه متعلق به دانشگاه پنسیلوانیا است.

## نگارخانه

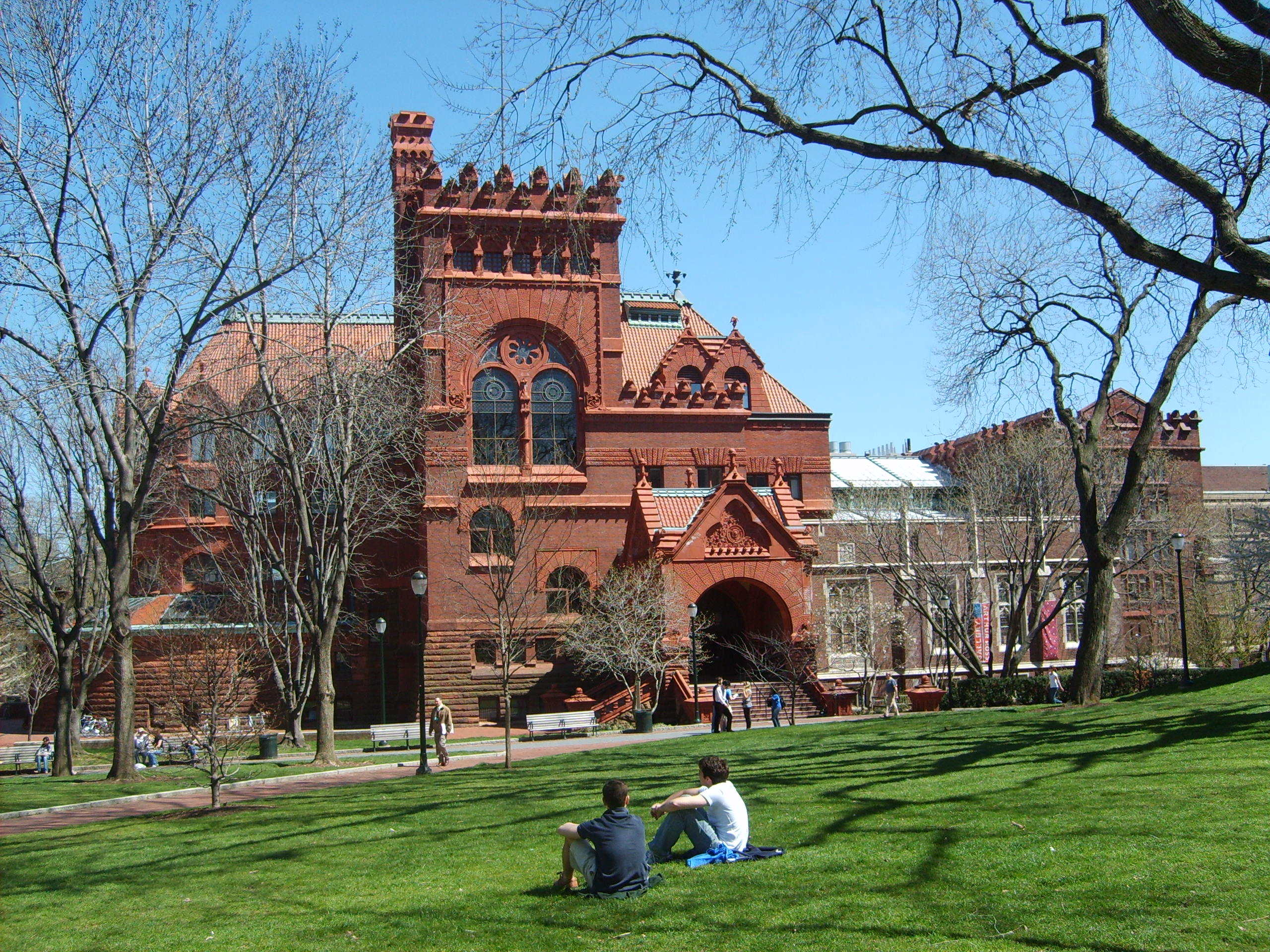
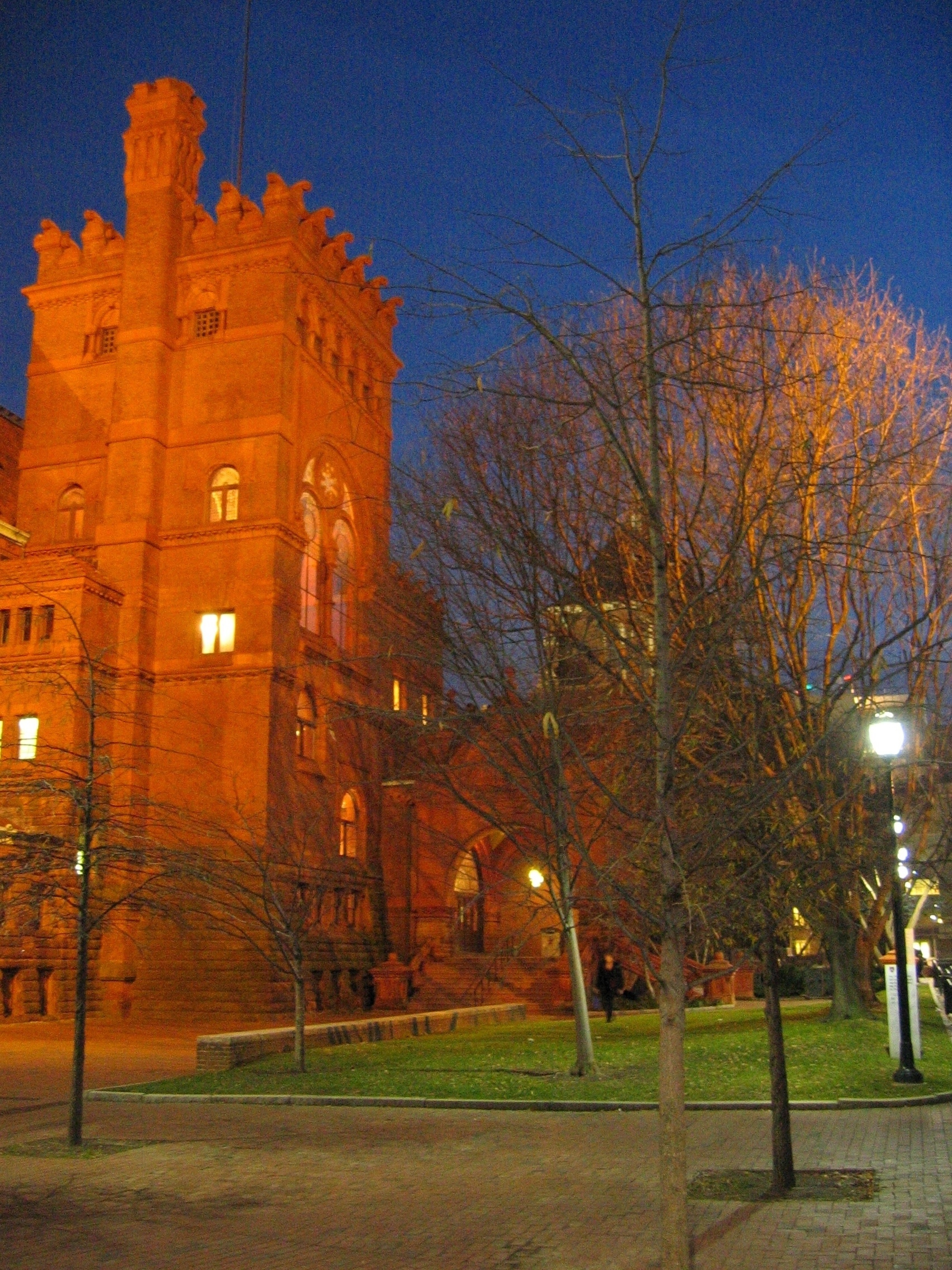
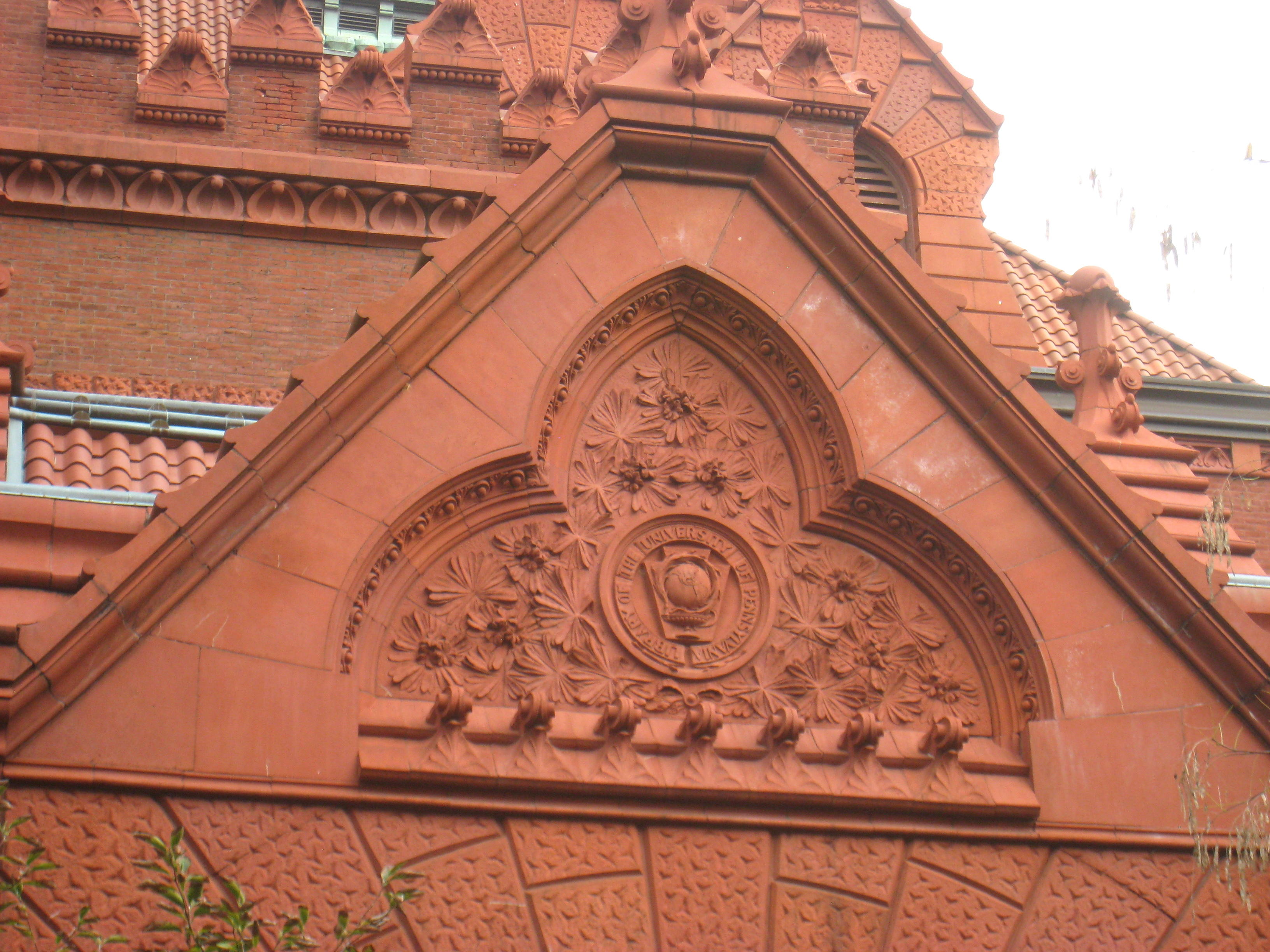
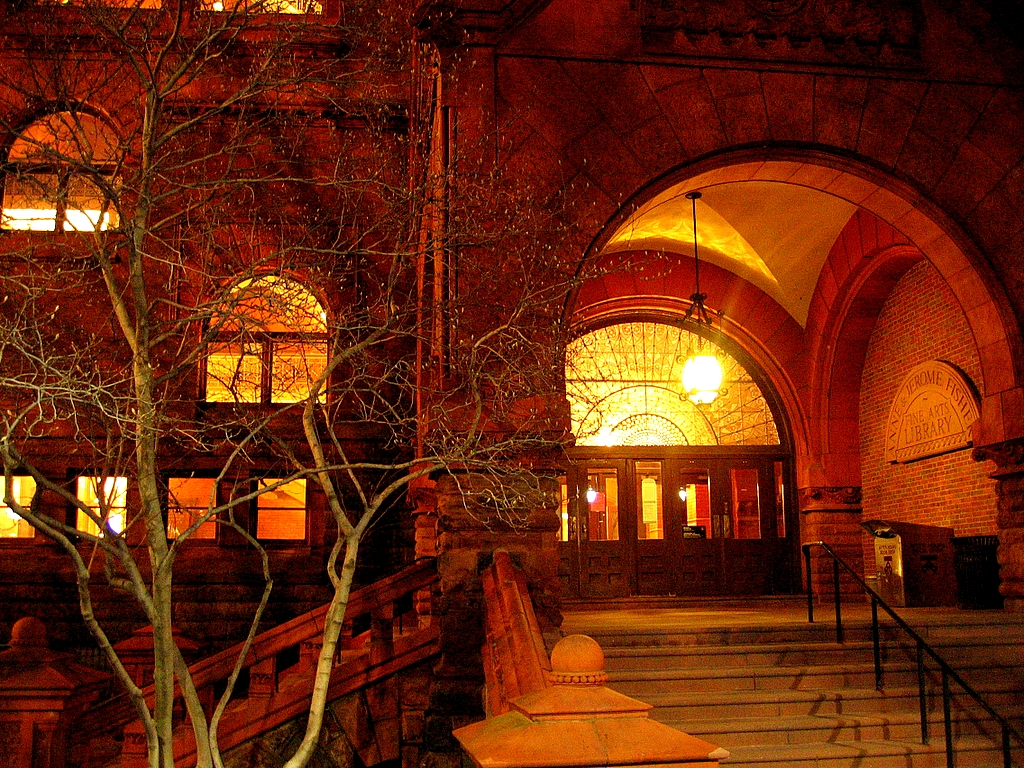
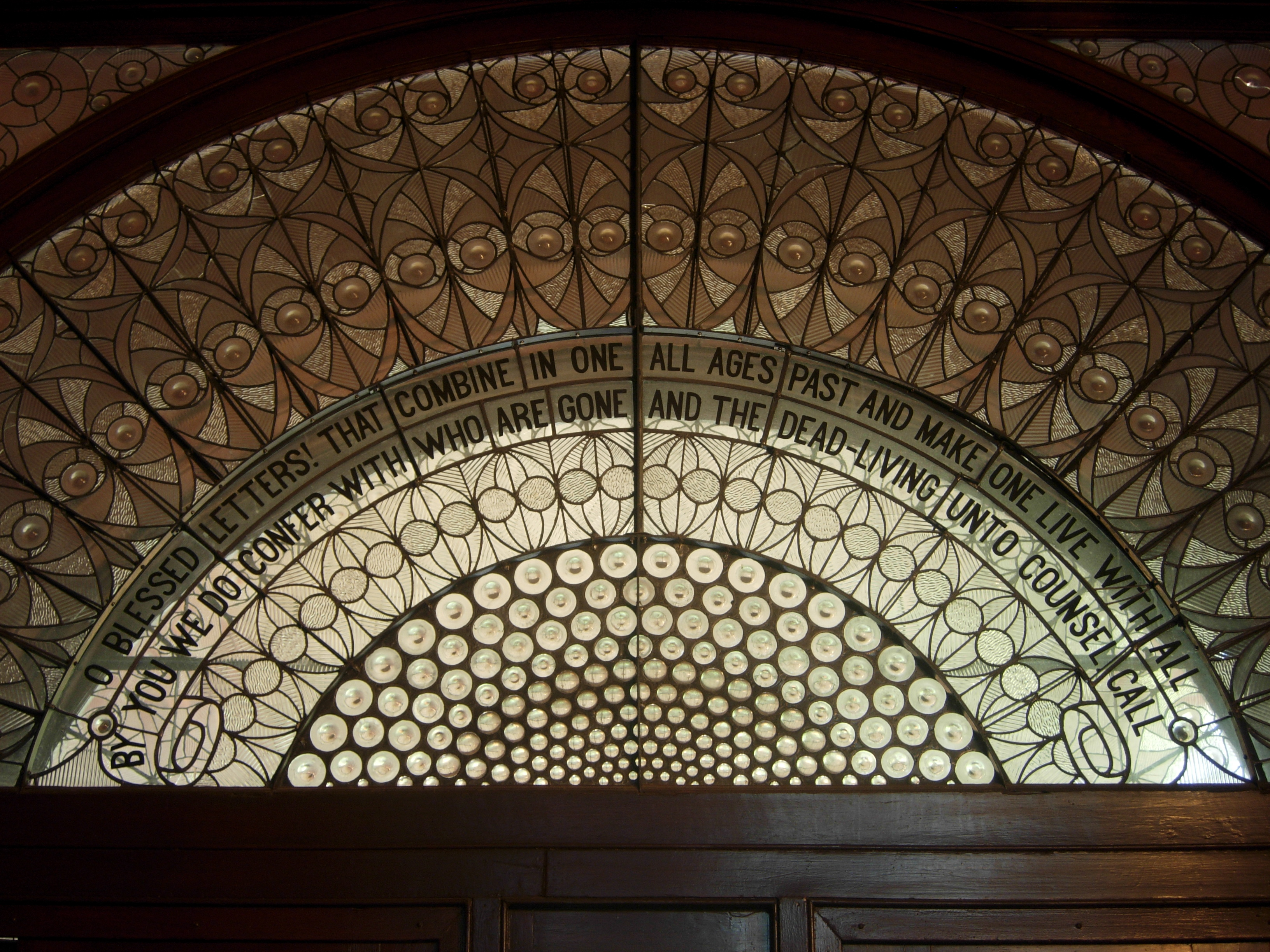
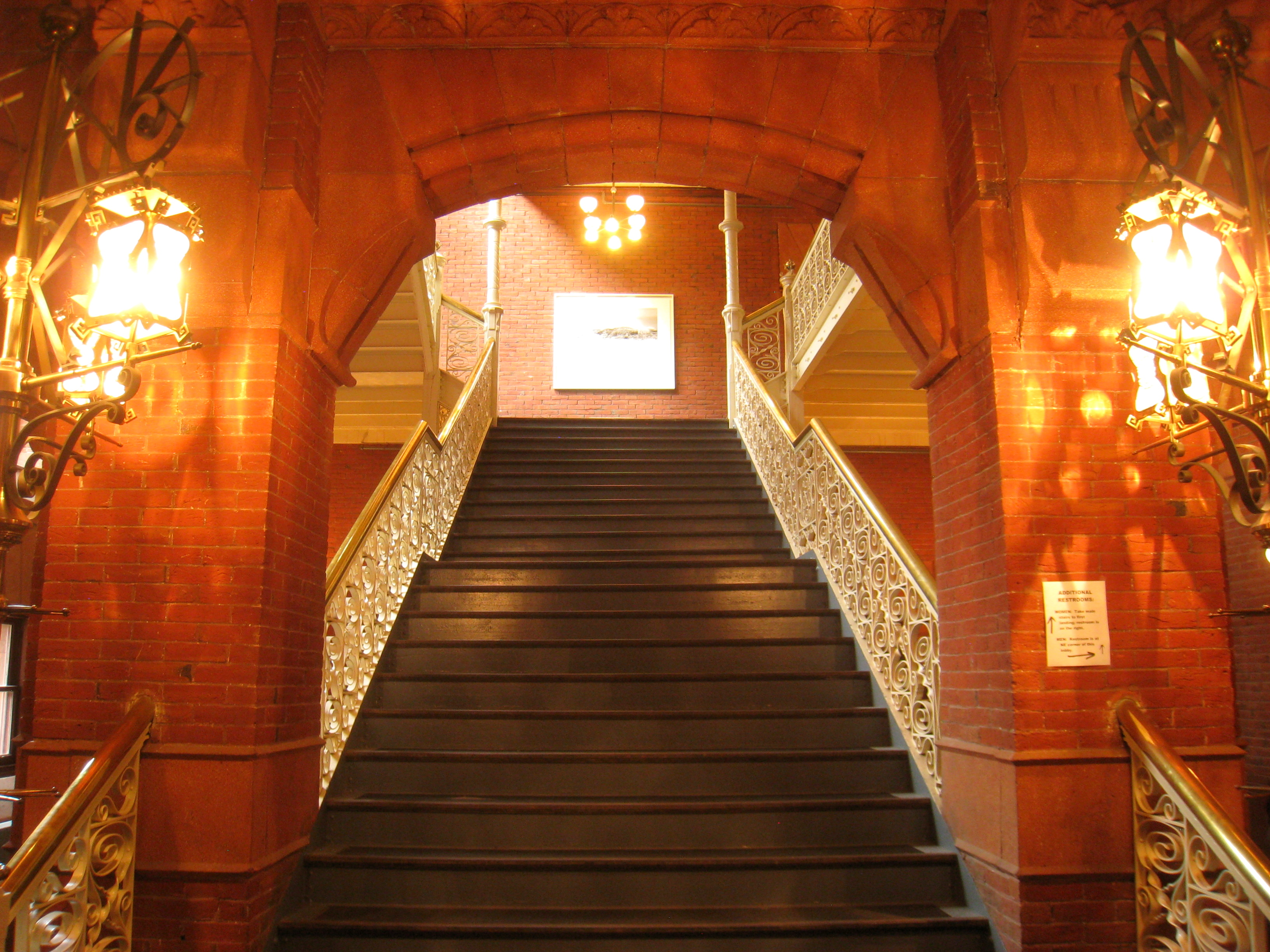
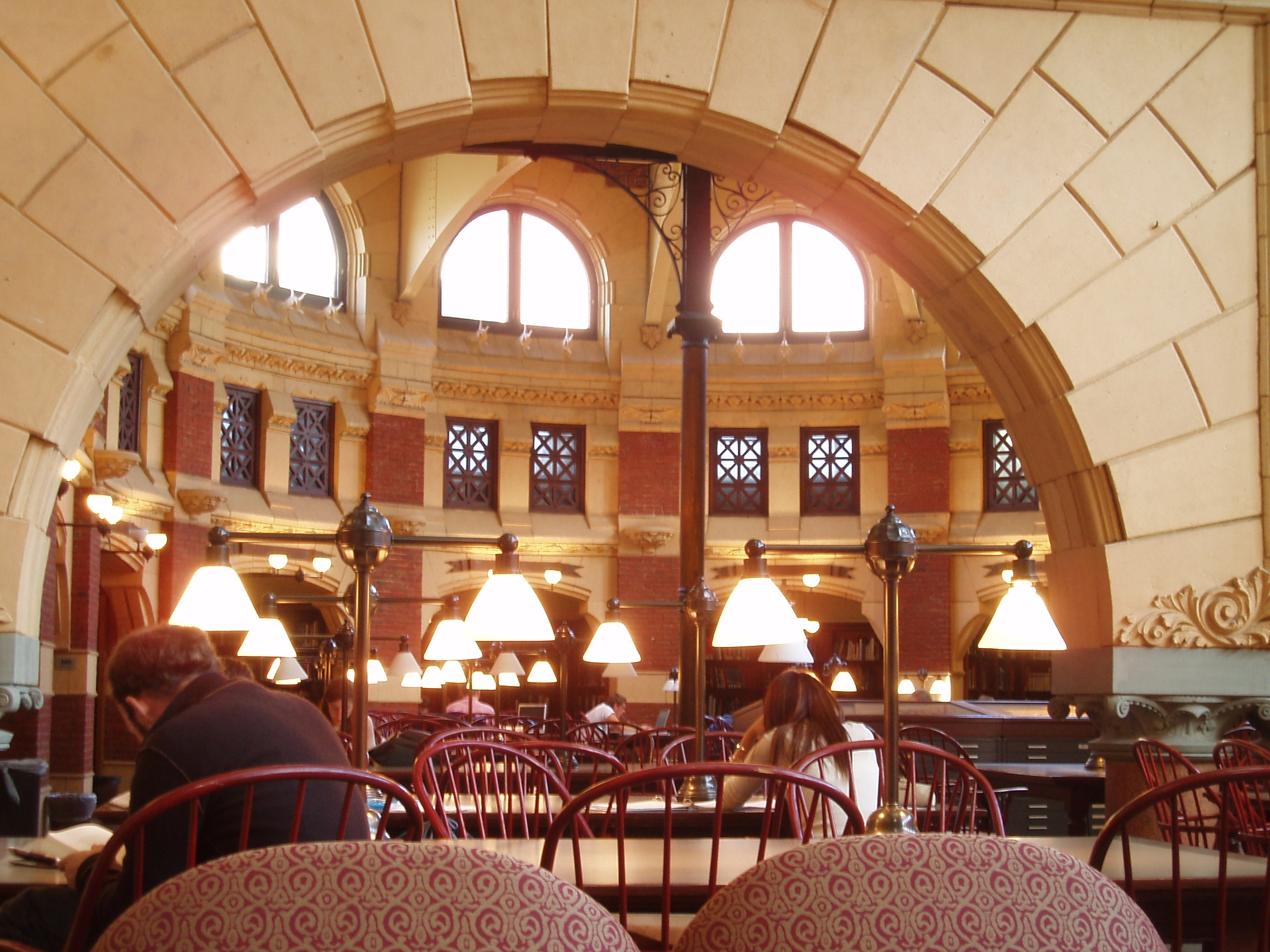